# 功田
功田（こうでん）は、日本の律令制において、特別の勲功者へ給与された田地をいう。

## 概要
現存する養老令の田令第5条（功田条）では、功績の大きさによって勲功者を大功・上功・中功・下功の四等に区分した上で、大功は功田の耕作権を永久に世襲、上功は3世（曾孫）まで相続、中功は2世（孫）まで相続、下功は子まで相続、と各区分ごとに相続できる子孫の範囲が定められていた。さらに同条では、大功は謀叛を犯さない限り、それ以外は八虐を犯して除名されない限り、功田を収公しないことも規定していた。
なお、公地公民制においては、あらゆる田地の耕作権は本人が死んだら収公（国に返還される）されるものであり、子孫に伝来が許されるのは例外であった。特にその中でも大功は永久的な私有を認めた文字通りの例外中の例外といって良く、歴史上確認できるのは、藤原鎌足（645年）・恵美押勝（758年）・平清盛（1167年）・源頼朝（1190年）の4人だけ（いずれも100町）であると見られている（しかも、押勝と清盛は本人又は子孫が謀叛を起こしたとして収公されている）。
なお、功田に対する田租の賦課は、令の規定上、口分田などと同じく田租が賦課され、輸租田（ゆそでん）とされたが、時代が下り平安時代以降になると、田租が免除される不輸租田（ふゆそでん）とされることが多くなっていった。実際の経営は付近の農民による賃租によって耕作されていたと考えられている。

## 支給例
功田の支給の実態は、『続日本紀』の天平宝字元年（757年）12月9日条によって知ることができる。詳しくは以下のとおりである。※（　）内は功田面積。
- 乙巳の変における功績
  - 大功 - 藤原鎌足（100町）
  - 上功 - 佐伯古麻呂（40町6反）
- 古人大兄皇子の謀反における功績
  - 中功 - 笠志太留（20町）
- 壬申の乱における功績
  - 上功 - 尾張大隅（40町）
  - 中功 - 村国小依（10町）、文禰麻呂・丸部君手（各8町）、文智徳（4町）、置始菟（5町）
  - 中功 - 星川麻呂（4町）、坂上熊毛（6町）、黄文大伴（8町）、文成覚（4町）
- 大宝律令編纂の功績
  - 下功 - 下毛野古麻呂・調老人・伊吉博徳・伊余部馬養（各10町）
- 橘奈良麻呂の乱における功績
  - 上功 - 上道斐太都（20町）
- 遣唐使の功績
  - 下功 - 坂合部石敷（6町）
- 養老律令撰修の功績
  - 下功 - 大倭長岡・陽胡真身（各4町）、矢集虫麻呂・塩屋吉麻呂（各5町）、百済人成（4町）

この他、記録に残されている功田の給与は、
- 奈良中期の政治実権を握った恵美押勝（藤原仲麻呂）［大功］
- 道鏡の天皇即位を阻止した和気清麻呂
- 平将門を討伐した藤原秀郷
- 平氏政権を確立した平清盛［大功］
- 平氏政権を倒して鎌倉幕府を開いた源頼朝［大功］